# Розанова, Лилиана Сергеевна
Лилиа́на Серге́евна (Ля́ля) Ро́занова (29 декабря 1931, Москва, СССР — 24 января 1969, там же) — советская писательница, поэтесса, журналистка, популяризатор науки. Учёный-биолог, кандидат биологических наук. Одна из основоположников песенной культуры биологического факультета МГУ. Дочь советского детского писателя, театрального режиссёра Сергея Розанова (1894—1957) и театральной деятельницы, руководителя детского театра Дома пионеров Фрунзенского района Москвы Александры Гроссман (1904—1986). Племянница советского детского писателя Н. Огнёва (1888—1938).

## Биография
Выпускница кафедры физиологии человека и животных биологического факультета МГУ (1954). Окончив аспирантуру там же, защитила кандидатскую диссертацию. Работала научным сотрудником в лаборатории МГУ, Институте нормальной и патологической физиологии Академии медицинских наук СССР. Автор более тридцати научных публикаций. Была ключевой фигурой общественной жизни биологического факультета МГУ (самодеятельность, агитпоходы) с 1950-х до первой половины 1960-х годов; входила в факультетскую творческую группу Дмитрий Сахаров — Ген Шангин — Лилиана Розанова — Эдгар Дубровский (коллективный псевдоним по первым двум-трём буквам фамилий — Саша Роздуб). Автор сборников повестей, рассказов, стихов и песен «Процент голубого неба» (1964) и «Три дня отпуска» (издан посмертно, 1973). Публиковала научно-популярные статьи, репортажи, очерки, прозу, фантастические рассказы, стихи в журналах «Знание — сила» (в 1967—1969 годах заведовала биологическим отделом журнала), «Молодая гвардия», «Новый мир», «Простор», «Работница», «Семья и школа», «Смена», «Юность» «Юный натуралист», газете «Комсомольская правда». Сотрудничала с Юрием Визбором, Владимиром Леви.
Умерла от тяжёлого порока сердца, осложнённого последствиями скарлатины, в московской больнице № 50. Похоронена на Новодевичьем кладбище рядом с отцом Сергеем Григорьевичем, матерью Александрой Иосифовной и сыном Дмитрием (уч. 2, ряд 19, № 1).

## Семья
- Муж — Григорий Фельдман[3][4].
  - Сын — Дмитрий Григорьевич (Александрович) Розанов (15 октября 1960 — 1979)[3][4].

### Научные работы
- Розанова Л. С. Исследование гипотензивных свойств железа в условиях экспериментальной почечной гипертонии : К вопросу о роли ферритина : диссертация … кандидата биологических наук : 03.00.00. — М. : [б. и.], 1958. — 222 с. : ил.
- Розанова Л. С. Исследование гипотензивных свойств железа в условиях экспериментальной почечной гипертонии : К вопросу о роли ферритина : автореф. дис. на соиск. учёной степ. канд. биолог. наук / Моск. ордена Ленина и ордена Труд. Красного Знамени гос. ун-т им. М. В. Ломоносова. — М. : [б. и.], 1959. — 16 с.

### Книги
- Розанова Л. С. Процент голубого неба : Рассказы. — [М.] : Молодая гвардия, 1964. — 222 с. — (Первая книга молодого писателя). — Содерж.: Устав и море (1964). С. 3—18 ; Наш завтрашний день (1964). С. 19—30 ; Процент голубого неба (1964). С. 31—60 ; Двадцать девятый председатель (1964). С. 61—112 ; Первые туфли (1958). С. 113—127 ; Галстук с цветами (1963). С. 128—140 ; Нина Николавна (1964). С. 141—155 ; Друзья мои, однокурсники (1962). С. 156—174 ; Далеко ли до Погодицы? : Маленькая повесть (1964). С. 175—220.
  - Рец.:  Корнеев А. [Лилиана Розанова. Процент голубого неба] // В мире книг. — 1965. — № 4. — С. 2.
- Розанова Л. С. Три дня отпуска : [Рассказы. Очерки. Стихи и песни]. — [М.] : [Молодая гвардия], [1973]. — 445 с. : портр. — Содерж.: РАССКАЗЫ: Двадцать девятый председатель (1964). С. 7—43 ; Алка-краболовка (1968). С. 44—64 ; Три дня отпуска (1967). С. 65—88 ; Устав и море (1964). С. 89—100 ; Наш завтрашний день (1964). С. 101—111 ; Защита через месяц (1968). С. 112—141 ; Кактус профессора Очкина (1969). С. 142—154 ; Процент голубого неба (1964). С. 155—174 ; Первые туфли (1958). С. 175—185 ; Галстук с цветами (1963). С. 186—194 ; Нина Николавна (1964). С. 195—205 ; Друзья мои, однокурсники (1962). С. 206—218 ; Игоряха (1967). С. 219—231 ; Две истории из жизни изобретателя Евгения Баранцева: Весна-лето 2975-го. Предсказатель прошлого (1967). С. 232—268 ; К вопросу о трансплантации сердца : Сказка (1968). С. 269—276 ; Далеко ли до Погодицы? : Маленькая повесть (1964). С. 277—310 ; ОЧЕРКИ: Буду как дома (1968). С. 311—327 ; Ребята как ребята (1958). С. 328—358 ; Ленинские горы — Алтай : Дневник студенческой бригады / Э. Б. Дубровский, Л. С. Розанова (1955). С. 359—391 ; Мы вдвадцатером идём по Москве : Заметки нежурналистов / Л. С. Розанова, Г. Шевелёва (1957). С. 392—418 ; СТИХИ И ПЕСНИ: Колыбельная биофаку. С. 419 ; Речка Лопасня. С. 420 ; Прощальная песня ветеранов агитпоходов. С. 421 ; Заключительная. С. 422 ; Неизменный спутник. С. 423 ; Ангарская. С. 424 ; Песня Кольского похода. С. 425 ; Песня о фуляре. С. 426 ; Рюкзаки. С. 427—428 ; Последний вечер. С. 429 ; Прощальный вальс. С. 430 ; ШТРИХИ К ПОРТРЕТУ ЛИЛИАНЫ РОЗАНОВОЙ: Жила-была Лялька / Д. А. Сухарев. С. 431—435 ; Сквозь ненаписанное / Д. Леров. С. 436—437 ; Из нашего детства / Г. Шевелёва. С. 438—442.
  - Рец.:  Миримский С. Е. Лилиана Розанова. Три дня отпуска. М. «Молодая гвардия». 1973. 445 стр. // Новый мир. — 1974. — № 8. — С. 284.
  - Рец.:  Сиркес П. С. «Последнее слово до первого „здравствуй!“» // Литературное обозрение. — 1974. — № 8. — С. 24—25.
- Розанова Л. С. Предсказатель прошлого. — Екатеринбург : Издательский дом «Тардис», 2012. — 118 с. — (Фантастический раритет ; вып. 138). — Содерж.: Сколько песен не допето… (1964). С. 5 ; Памяти Лилианы Розановой [некролог] (1969). С. 6—7 ; К вопросу о трансплантации сердца (1968). С. 8—19 ; Кактус профессора Очкина (1969). С. 20—38 ; В этот исторический день (1968). С. 39—54 ; Две истории из жизни изобретателя Евгения Баранцева: Весна-лето 2975-го. Предсказатель прошлого (1967). С. 55—75, 75—104 ; ПРИЛОЖЕНИЕ: [Воспоминания] / Н. Н. Орлова. С. 105—108 ; [Жила-была Лялька] / Д. А. Сухарев. С. 109—115.

### Пьеса, статьи, репортажи, рассказы
- Саша Роздуб. Комарики : [пьеса для студ. театра] / [Д. А. Сахаров, Г. Н. Шангин-Березовский, Л. С. Розанова, Э. Б. Дубровский]. — [1955]. — Не публиковалась.
- Розанова Л. С. Сегодня 1 сентября. Комсомольцы приходят в университет // Новый мир. — 1955. — № 9. — С. 22—32.
- Дубровский Э. Б., Розанова Л. С. Ленинские горы — Алтай. Дневник студенческой бригады // Новый мир. — 1955. — № 11. — С. 163—189.
  - То же в:  Три дня отпуска, [1973]
- Дубровский Э. Б., Розанова Л. С. Жизнь полна чудес // Нам сибирские дали близки : Путевые заметки и дневники студенческих бригад, побывавших в районах освоения целинных и залежных земель. — [М.] : Молодая гвардия, 1956. — С. 5.
- Розанова Л. С. О друзьях, которых мы встречали // Молодая гвардия. — 1957. — № 1.
  - То же в:  [Стихи и песни], 2005
- Розанова Л. С. Ребята как ребята // Молодая гвардия. — 1958. — № 9.
  - То же в:  Три дня отпуска, [1973]
- Розанова Л. С. Первые туфли // Юность. — 1959. — № 11.
  - То же в:  Процент голубого неба, 1964; Три дня отпуска, [1973]
- Розанова Л. С. Край далёкий — ау! // Молодая гвардия. — 1963. — № 6. — С. 203—227.
- Розанова Л. С. Радиация проникает в живое. Что говорят биологи? // Знание — сила. — 1963. — № 10. — С. 50—52.
- Розанова Л. С. Наш завтрашний день // Смена. — 1964. — № 5. — С. 14—16.
  - То же в:  Процент голубого неба, 1964; Три дня отпуска, [1973]
- Розанова Л. С. А путь и далёк и долог… // Работница. — 1964. — № 12. — С. 14—15.
- Розанова Л. С. «Я кричу по-изюбриному!» // Юный натуралист. — 1966. — № 8. — С. 12.
- Розанова Л. С. Рассказ об одном опыте и роковых пяти минутах // Знание — сила. — 1967. — № 6. — С. 4—7.
- Розанова Л. С. Моллюски и затонувший город // Знание — сила. — 1967. — № 8. — С. 32—33.
- Розанова Л. С. Алка-краболовка : Маленькая повесть // Простор. — 1968. — № 3.
  - То же в:  Три дня отпуска, [1973]
- Розанова Л. С. Назавтра всё сначала // Знание — сила. — 1968. — № 10. — С. 17—20.
  - [То же] // Пути в незнаемое : Писатели рассказывают о науке : сб. / [ред. Б. Н. Агапов]. — М. : Советский писатель, 1972. — Вып. 9. — С. 104—124.
- Розанова Л. С. Разговоры по ночам // Знание — сила. — 1969. — № 1. — С. 10—13.
  - [То же, сокр.] // Знание — сила. — 1989. — № 12. — С. 20—25.
- Розанова Л. С. Кактус профессора Очкина // Знание — сила. — 1969. — № 4. — С. 34—36.
  - То же в:  Три дня отпуска, [1973]; Предсказатель прошлого, 2012
- Розанова Л. С. Письма, дневники, записки нашего современника / сост. А. Левина // Комсомольская правда. — 1973. — № 269—274 (ноябрь).
- Розанова Л. С. Я к вам пишу — чего же боле… // Книга тайн-2. — М. : Общество по изучению тайн и загадок Земли : Мистерия, 1992. — С. 143—157. — ISBN 5-86422-089-2.

### Фантастические рассказы
- Розанова Л. С. Предсказатель прошлого : (из рассказов о Евгении Баранцеве) // Знание — сила. — 1967. — № 7. — С. 44—47.
  - То же (в):  Две истории из жизни изобретателя Евгения Баранцева, 1968; Три дня отпуска, [1973]; Предсказатель прошлого, 2012
- Розанова Л. С. Весна-лето 2975-го : (из рассказов о Евгении Баранцеве) // Семья и школа. — 1967. — № 8.
  - То же (в):  Две истории из жизни изобретателя Евгения Баранцева, 1968; Три дня отпуска, [1973]; Предсказатель прошлого, 2012
- Розанова Л. С. Две истории из жизни изобретателя Евгения Баранцева // Фантастика 1967. — М. : Молодая гвардия, 1968. — С. 70—99. — Из содерж.: Весна-лето 2975-го (Рассказ бывшей одноклассницы Баранцева). С. 70—82 ; Предсказатель прошлого (Рассказ бывшего старосты студенческого общежития Института Завтрашней Электроники). С. 82—99.
  - То же (в):  Предсказатель прошлого, 1967; Весна-лето 2975-го, 1967; Три дня отпуска, [1973]; Предсказатель прошлого, 2012
- Розанова Л. С. К вопросу о трансплантации сердца // Знание — сила. — 1968. — № 11. — С. 38—39.
  - То же в:  Три дня отпуска, [1973]; Предсказатель прошлого, 2012
- Розанова Л. С. В этот исторический день… // Фантастика 1968 / сост. Д. А. Биленкин. — М. : Молодая гвардия, 1969. — С. 172—181.
  - То же в:  Предсказатель прошлого, 2012

### Стихи
- Розанова Л. С. Улетаю в Турочак ; А я прощалась столько раз ; В полночном мире застыли двери ; Я очень медленно лежу // Простор. — 1969. — № 7.
- Шангин-Березовский Г. Н., Розанова Л. С. Отчего же ты… [«Мокрая трава, тропинка над тихим плёсом…»] // Моя судьба — горящий самолёт… : Песни. Стихи. Проза / Г. Н. Шангин-Березовский. — [Б. м.] : [б. и.], [в разл. источниках от 1992 до 1998]. — 80 с. : портр., ноты.
- Розанова Л. С. [Стихи и песни] // Ты в сердце моём, биофак : Художественная самодеятельность и агитпоходное движение на биофаке (1949—2004). Воспоминания, дневники, письма, фотографии / сост. и ред. Н. Орлова, В. Абрамов, О. Гомазков, А. Сажин ; ответ. ред. Н. Н. Орлова (Визжилина). — М. : Добросвет, 2005. — 512 с. : ил. — Из содерж.: «О счастье, что положено…». С. 6 ; «Жить бы, душу не тревожа…». С. 7 ; «Сколько песен не допето…». С. 9 ; «Мы сядем. На скамейке зябко…». С. 11 ; «Я верю и знаю: всегда и везде…» : [Посвящение Лие Фроловой]. С. 29 ; Перед занавесом. С. 29 ; Колыбельная биофаку / Л. С. Розанова, А. Наумов. С. 41 ; Прощальный вальс. С. 45 ; Дятел с биофака : [фрагм.]. С. 48 ; Летающий студент. С. 129—130 ; Мокрая трава. С. 131 ; «Что же лучше песен и тропинок мокрых…» : [фрагм.]. С. 131 ; «Я сетовать, товарищи, не стану…». С. 140 ; «Здравствуй, земля целинная!». С. 147—151 ; О друзьях, которых мы встречали. С. 159—164 ; Заключительная песня Братского похода. С. 194 ; Едем на Кольский. С. 216—218 ; Песня о фуляре. С. 223 ; По следам Мурманского похода. С. 234—235 ; Письмо к другу-ихтиологу. С. 396 ; «И я пишу. Брожу по хвое…». С. 435 ; «Полны тротуары весеннего люда…». С. 435 ; Володе Сперантову. С. 435—436 ; «Мне часто снится тёмный вокзал…». С. 436 ; Последнее слово. С. 436—437 ; «А я прощалась столько раз…». С. 437 ; Старое шоссе, 19. С. 437—438 ; Улетаю в Турочак. С. 438. — ISBN 5-791300-7-00.

### О Лилиане Розановой
- Памяти Лилианы Розановой // Знание — сила. — 1969. — № 4. — С. 35.
- Ревич В. А. На Земле и в космосе : Заметки о советской фантастике 1973 года // Мир приключений : 1975 : [антол.]. — М. : Детская литература, 1975. — С. 547—559.
- Шевелёва Г. Из прошлого — о настоящем // Знание — сила. — 1989. — № 12. — С. 20.
- Ты в сердце моём, биофак, 2005. — Из содерж.: Лилиана Розанова. С. 6 ; Жила-была Лялька / Д. А. Сухарев. С. 7—11 ; Вечер памяти Лилианы Розановой (май 1974 г.) / Н. Н. Орлова (Визжилина). С. 79—81.
- Орлова Н. Н. [Ляля Розанова] // «Осенний листопад…» : (Мои воспоминания). — М. : [б. и.], 2008. — С. 192—196.
- Леви В. Л. Ляля Розанова. «Буду как дома» // Levi Street. — 2010. — 29 декабря.
- Виноградова М. С. Большая радость жить : [автобиограф. очерк]. — Иерусалим : Достояние, 2016. — 25 апреля.
- Виноградова М. С. Лялька : [биограф. очерк] // Время вспоминать : Кн. IV : [электрон. альм.] / ред. Александр Кучерский, Ирина Рувинская, Вадим Гройсман. — Иерусалим : Достояние, 2016. — ISBN 978-965-7672-18-1.